# جوناثان جي. سميث
جوناثان جي. سميث هو شخصية أعمال وصحفي ومحرر وسياسي أمريكي، ولد في 13 يناير 1844 في هارفارد في الولايات المتحدة، وتوفي في 19 ديسمبر 1916 في بارون في الولايات المتحدة. نشط حزبياً في الحزب الجمهوري. وقد انتخب عضو جمعية ولاية ويسكونسن ‏.